# Baryssinus bicirrifer
Baryssinus bicirrifer là một loài bọ cánh cứng trong họ Cerambycidae.